# Yesa-Talsperre
Die Yesa-Talsperre (spanisch: Embalse de Yesa) staut den Fluss Aragón in den spanischen Vorpyrenäen zu einem bei Vollstau 2089 Hektar großen See auf.
Die 1959 fertiggestellte 74 m hohe Gewichtsstaumauer befindet sich zwei Kilometer östlich des Ortes Yesa an der Grenze der autonomen Gemeinschaften Navarra und Aragonien. Der 18 km lange Stausee mit einem Maximalspeichervolumen von 450 Mio. m³ erstreckt sich östlich der Staumauer im Norden der aragonesischen Provinz Saragossa.
Die Talsperre wird vom Aragón und mehreren Nebenflüssen, darunter dem aus Richtung Norden zufließenden Esca, gespeist. Der mittlere Zufluss beträgt 44,7 m³ pro Sekunde bzw. 1.322 hm³ pro Jahr. Aufgefüllt wird der Speicherraum hauptsächlich in den Monaten Oktober bis Mai, wobei die Talsperre dem Hochwasserschutz dient, während in den ariden Monaten Juni bis September Wasser zur Bewässerung der landwirtschaftlichen Flächen abgegeben werden kann. An der Staumauer befindet sich ein Wasserkraftwerk.
Im August 2006 kam es zu einem Erdrutsch auf der linken Talseite. Die Erdmassen ergossen sich nicht in den See, sondern auf ein noch unbefülltes, zur Erweiterung des Sees geplantes Territorium. Dadurch blieb eine Flutwelle und eine Katastrophe für die Anwohner der Umgebung aus. Das Unglück wurde acht Monate lang geheim gehalten.
Bei dem benachbarten Staudammprojekt in Itoiz droht bei Fertigstellung ein ähnliches Szenario, wobei sich in diesem Falle die Wassermassen direkt in die angrenzenden Ortschaften ergießen würden.